# Košarkarski klub Potočje Posavje Krško
Košarkarski klub Krško je polprofesionalni slovenski košarkarski klub, ki trenutno nastopa v 3. SKL vzhod. Klub prihaja iz Krškega, svoje tekme pa igra v dvorani Osnovne šole Jurija Dalmatina Krško, ki sprejme 1.000 obiskovalcev. V 90-ih letih 20. stoletja so Krčani igrali v prvi slovenski ligi in se v finalu DP pomerili z Olimpijo. Tedaj so nastopali pod imenom KK Interier Krško.

## Znani igralci
- Jure Balažić
- Mario Kraljević
- Ariel McDonald
- Mišel Krajcar
- Michel Bordelius
- Jože Leskovar
- Gorazd Murovec
- Matjaž Jurečič
- Ivo Nakić
- Siniša Mesić
- Stanko Lučev
- Mitja Zaturoski[2]
- Predrag Popović
- Mihajlo Vukić
- Habib Ademi